# IC 3284
IC 3284 — галактика типу SBR () у сузір'ї Діва.
Цей об'єкт міститься в оригінальній редакції індексного каталогу.